# Jean Rousselot
Jean Rousselot (* 27. Oktober 1913 in Poitiers; † 24. Mai 2004 in Le Port-Marly) war ein französischer Dichter und Schriftsteller.

## Leben
Jean Rousselot entstammte einer Arbeiterfamilie. Als Waise musste er die Schulausbildung abbrechen und in die Staatsverwaltung eintreten, brachte es aber schon 1936 zum Polizeikommissar. Früh zur Dichtung hingezogen, genoss er die geistige Förderung durch Louis Parrot und verkehrte mit der  Dichtergruppe École de Rochefort (in Rochefort-sur-Loire) sowie mit Pierre Reverdy und Max Jacob. Während der deutschen Besatzung kämpfte er in der Résistance. 1946 wurde er Ritter der Ehrenlegion, gab seinen Beruf auf und lebte künftig vom Schreiben.  Von 1971 bis 1974 und 1977–1978 war er Präsident der Société des gens de lettres sowie ab 1975 Präsident der wiedergegründeten Académie Mallarmé. Rousselot veröffentlichte zahlreiche Gedichtbände, Romane und Biographien und starb 2004 im Alter von 90 Jahren. In Guyancourt trägt die Mediathek seinen Namen. In Poitiers ist eine Straße nach ihm benannt. Eine Auswahl seiner Gedichte wurde ins Deutsche übersetzt.

## Werke

### Dichtung
- Poèmes choisis 1934–1948. P. Seghers, Paris 1952.
- Les Moyens d'existence. 1934–1974. Seghers, Paris 1976. (Vorwort von Alain Bosquet)
- Poèmes choisis 1975–1996. Rougerie, Mortemart 1997.
- (zweisprachige Auswahl französisch-deutsch) Ensemble = Zusammen. Éditions en Forêt, Rimbach 1995. (übersetzt von Rüdiger Fischer, 1943–2013)

### Erzählwerk
- La proie et l'ombre. R. Laffont, 1945. Pas même la mort. R. Laffont, 1946. Si tu veux voir les étoiles. R. Julliard, 1948. Le retour de la joie. Méridien, 1949. Les papiers. Globe, 1951. Une fleur de sang. A. Michel, 1954. Le luxe des pauvres. A. Michel, 1956. Les heureux de la terre. A. Michel, 1957. Les tripes au soleil. Seghers, 1959. Les Lâches vivent d'espoir. Seghers, 1960. Un train en cache un autre. A. Michel, 1964.  L'Engrenage. Nouvelles. France-Empire, 1976. Une pie sur un tambour. A. Michel, 1980. Pension de famille. P. Belfond, 1983.

### Essayistik
- Max Jacob, l'homme qui faisait penser à Dieu, essai.  R. Laffont, Paris 1946.
  - (andere Ausgabe) Max Jacob au sérieux. Subervie, Rodez 1958.
- (Hrsg.) O.V. de L. Milosz. P. Seghers, Paris 1949.
- De quoi vivait Verlaine ? Deux rives, Paris 1950.
- (Hrsg.) Tristan Corbière. P. Seghers, Paris 1951.
- (Hrsg.) Panorama critique des nouveaux poètes français. P. Seghers, Paris 1952.
- (Hrsg.) Edgar Poe. P. Seghers, Paris 1953. (zweisprachig)
- Blaise Cendrars. Editions universitaires, Paris 1955.
- Une certaine Diane. Intercontinentale du livre, Paris 1956.
- (Hrsg.) Maurice Fombeure. P. Seghers, Paris 1957.
- La vie passionnée de Frédéric Chopin. Intercontinentale du livre, Paris 1957.
- La vie passionnée de La Fayette. Intercontinentale du livre, Paris 1957.
- La vie passionnée de Franz Liszt. Seghers-l'Inter, Paris 1958.
- Rencontres sur les chemins de la poésie. N. E. D., Paris 1958.
- Gengis Khan. Table Ronde, Paris 1959.
- La vie passionnée de Wagner. Seghers-l'Inter, Paris 1960.
- Le roman de Victor Hugo. Éditions du Sud, Paris 1961.
- La vie passionnée de Berlioz. Seghers, Paris 1962.
- (Hrsg.) William Blake. P. Seghers, Paris 1964. (zweisprachig)
- Albert Ayguesparse ou la leçon du réel. La Renaissance du livre, Brüssel 1965.
- Jean Cassou. Entretiens avec Jean Rousselot. A. Michel, Paris 1965.
- (Hrsg.) Agrippa d'Aubigné. P. Seghers, Paris 1966.
- (mit André Bourin) Dictionnaire de la littérature française contemporaine. Larousse, Paris 1966.
- Victor Hugo, phare ébloui. Éditions du Glaive, Paris 1966.
- Mort ou survie du langage?  Sodi, Paris 1968.
- (Hrsg.) Les Sonnets de Shakespeare. Seghers, Paris 1969. (zweisprachig)
- (Hrsg.) Sándor Petőfi: Poèmes. Editions Corvina, Budapest 1971.
- Histoire de la poésie française des origines à 1940. PUF, Paris 1976.
- Victor Hugo avec nous. M. Dansel, Paris 1984.

### Weitere Werke
- Sicile. Rencontre, Lausanne 1962.
  - (deutsch) Sizilien. Rencontre, Lausanne 1963. (übersetzt von Marguerite Graef und Adolf Tobler)

## Deutsche Hörspielbearbeitung
- 1961: Der Mann, der die Zeit tötete – Übersetzung: Maria Frey; Regie: Otto Kurth (WDR, 43'20 Minuten)[2]